# Echinospartum
Echinospartum és un gènere de plantes amb flor de la tribu Genisteae de la família Fabaceae. Té 7 espècies descrites i d'aquestes solament 4 d'acceptades. El gènere va ser descrit per Jules Pierre Fourreau i publicat en Annales de la Société Linnéenne de Lyon, sér. 2, 16: 358 (>Echinosparton<). 1868. El nom deriva del grec antic: echînos; llatínitzat echinus = "eriçó, marí i terrestre, cúpula de les castanyes, etc."; i el gènere Spartium L. Les plantes d'aquest gènere amb freqüència són espinoses i arrodonides.

## Taxonomia
- Echinospartum boissieri (Spach) Rothm.
  - subsp. boissieri (Spach) Rothm.
  - subsp. webbii (Spach) Greuter & Burdet
- Echinospartum horridum (M. Vahl) Rothm.
- Echinospartum ibericum Rivas-Martínez, Sánchez-Mata[7]
  - subsp. algibicum (Talavera & Aparicio) Rivas Mart.
  - subsp. ibericum Rivas-Martínez, Sánchez-Mata
- Echinospartum lugdunense (Jord.) Fourr.
- Echinospartum lusitanicum (L.) Rothm.
  - subsp. barnadesii (Graells) Vicioso
  - subsp. lusitanicum (L.) Rothm.